# Aérodrome de l'Île des Pins
L'aérodrome de l'Île des Pins - Moue (code IATA : ILP • code OACI : NWWE) est un aéroport intérieur de la Nouvelle-Calédonie, situé dans la commune de l'Île des Pins, qui se situe dans la Province Sud. Cet Aérodrome est uniquement desservi régulièrement par la compagnie Air Calédonie pour des vols en provenance et à destination de l'aéroport Nouméa Magenta.

## Situation
| \| 30 km1:3 725 000 \| Tiga Maré Lifou Koumac Koné Bélep Ouvéa Île des Pins Nouméa La Tontouta Nouméa Magenta Touho Bourail Canala La Foa |
| 30 km1:3 725 000 |

## Statistiques
Pour des raisons techniques, il est temporairement impossible d'afficher le graphique qui aurait dû être présenté ici.

Voir la requête brute et les sources sur Wikidata.

## Compagnies et destinations
| Compagnies    | Destinations   |
| ------------- | -------------- |
| Air Calédonie | Nouméa Magenta |